# جون كرانش
جون كرانش (بالإنجليزية: John Cranch)‏ كان جون (1785-1816) عالم الطبيعة والمستكشف الإنجليزي.
جون عمل لفترة ما وشارك في رحلة استكشافية 1816 تحت قيادة الكابتن جيمس كينغستون توكي Tuckey لاكتشاف مصدر نهر الكونغو، وتوفي هناك.
مترجم من John Cranch